# Elisabet Báthory
Elisabet Báthory (ungerska: Báthory Erzsébet; slovakiska: Alžbeta Bátoriová), född 7 augusti 1560 i Nyírbátor i Ungern, död 21 augusti 1614 i Čachtice i Slovakien, var en ungersk grevinna ur den berömda familjen Báthory. Hon har kallats historiens mest kända kvinnliga seriemördare och kallas för "Blodsgrevinnan" och "den blodiga kvinnan från Čachtice", efter sitt slott nära Trenčín i det dåtida i Kungadömet Ungern. Familjen Báthory är känd för att ha försvarat Ungern mot det Osmanska riket.
Efter sin makes död anklagades hon med fyra medbrottslingar för tortyr och mord på flera hundra flickor och unga kvinnor. Dödstalet har uppskattats till över 600, men hon dömdes bara på 80 punkter. Hon fängslades år 1610 på slottet i Čachtice, där hon kvarblev till sin död fyra år senare.
Vissa historiker har beskrivit anklagelserna mot Báthory som fabrikationer, med syfte att förstöra hennes familjs inflytande i regionen. Andra har hävdat att anklagelserna delvis var sanna, även om de var överdrivna.

## Biografi
Elisabet Báthory var dotter till den ungerska baronen George VI Báthory och Anna Báthory. Hon tillhörde Ungerns mäktigaste familjer: hon var systerdotter till Stefan Báthory, som 1575 valdes till kung i Polen, och kusin till Gabriel Báthory, som 1608 blev furste av Transsylvanien. Hon uppfostrades till kalvinist och kunde tala latin, tyska, ungerska och grekiska. 
Hon förlovades vid tio års ålder med den fem år äldre greve Ferenc Nádasdy, känd som ”Ungerns svarta hjälte”. Giftermålet ägde rum 8 maj 1575. Eftersom hennes familj hade högre rang än hans, behöll hon sitt eget efternamn efter giftermålet. Efter giftermålet flyttade paret till makens slott Csejthe, som han gav henne som gåva efter giftermålet. Paret fick fem barn: Anna (1585-1615), Ursula/Orsika (1590–), Katalin (1594–), András (1596–1603) och Paul (1598-1650). Barnen omhändertogs av sköterskor efter födseln, liksom Elisabet själv hade blivit. 
Ferenc Nádasdy utnämndes 1578 av kejsaren till befälhavare för den ungerska armén, och var därefter sällan hemma, då han deltog i de Osmansk-habsburgska krigen. Under hans frånvaro skötte Elisabet Báthory ensam det stora godset och alla som lydde under det. 
Ferenc Nádasdy drabbades 1602 av någon slags sjukdom, som han avled av två år senare. När Ferenc Nádasdy avled 1604, lämnade han Elisabet Báthory och sin minderåriga son och arvtagare under beskydd av kejsarens vicekung i Ungern, György Thurzó. Som änka var hon både en betydande godsägare i egen rätt liksom förvaltare av sin sons egendom efter sin make, och blev därmed en av de största jordägarna i Ungern. 

### Undersökning
Många rykten cirkulerade om Elisabet Báthory, som påstod att hon var orsak till att flera unga flickor hade dött på hennes slott.  Den lutherska prästen István Magyari framlade klagomål mot henne vid hovet i Wien. Myndigheterna reagerade dock initialt inte på klagomålen. Mattias (tysk-romersk kejsare) gav 1610 order till sin vicekung, György Thurzó, att företa en undersökning. I mars 1610 gav Thurzó i uppdrag till notarierna András Keresztúry och Mózes Cziráky att samla bevis. I oktober 1610 hade 52 vittnesmål samlats in mot Elisabet Báthory. 
Enligt de insamlade vittnesuppgifterna ska Elisabet Báthory ha begått mord på ett stort antal flickor på slottet, från 10 års ålder och uppåt. Ursprungligen var offren bondflickor som anställdes som pigor. Därefter började mord ske även på de adliga döttrar som (i enlighet med då vanlig sed) hade sänts till henne för att lära sig etikett. Slutligen ska hon även ha låtit kidnappa flickor. Vittnen namngav släktingar som hade dött på Elisabets slott. Andra beskrev underliga skador på döda kroppar, varav vissa tillhörde personer som hade dött på slottet och andra som hade hittats i traktens omgivningar. Offrens skador beskrivs som märken av grov misshandel; slag, brännmärkning, stympning av händer; kött som hade bitits av ansikten, armar och andra kroppsdelar, offer som hade frusit ihjäl eller svultit ihjäl. Elisabet Báthory anklagades också för att ha torterat flickor med eldtänger, placerat dem i isvatten, och täckt dem i honung och myror. Hon anklagades också för kannibalism. 
Hela fallet ansågs mycket känsligt på grund av Elisabets samhällsställning. Thurzó förhandlade om hur processen mot Elisabet Báthory skulle utföras med hennes son och hennes svärsöner, Nikola VI Zrinski och György Drugeth. En rättegång skulle ha ställt till skandal, då Elisabet Báthory var medlem av adeln och släkt med fursten av Transsylvanien och en sådan process kunde orsaka politisk skada i en redan känslig politisk situation mellan den katolska kejsaren och den protestantiska fursten av Transsylvanien. Om hon blev dömd och avrättad skulle dessutom hennes egendom konfiskeras av kronan. Istället kom man överens om att Báthory skulle placeras i husarrest. Den 12 december 1610 hade Thurzó slutligen kommit överens med hennes svärsöner om hur man skulle förfara, och därmed kunde arresteringen slutligen utföras.

### Rättsprocess
Den 30 december 1610 gjorde György Thurzó ett oannonserat besök på slottet Csejthe och grep Elisabet Báthory tillsammans med fyra av hennes tjänare, som anklagades för att vara hennes medbrottslingar: Dorotya Semtész, Ilona Jó, Katarína Benická och János Újváry (kallad "Ibis" eller Fickó). En tidigare medhjälpare, Anna Darvulia, hade dock redan hunnit avlida innan detta.
Thurzó uppgav att han vid inspektionen av slottet fann en död flicka i slottet och ytterligare en som hade utsatts för tortyr men fortfarande levde. Det finns inga uppgifter om att den levande flicka de hittade ska ha blivit förhörd, eller vad som över huvud taget hände med henne efter detta. Thurzó uppgav att han överraskade Báthory mitt under tortyren. 
Hennes anklagade medbrottslingar förhördes under tortyr. De uppgav under tortyr att Elisabet Báthory hade mördat 612 unga kvinnor. De uppgav också att offren hade torterats i veckor eller månader innan de dödades och tömdes på blod. 
Elisabet Báthorys fyra tjänare ställdes inför rätta i två rättegångar i januari 1611. En första rättegång hölls 2 januari 1611 och en andra 7 januari. Rättsdokument från processen finns bevarade.

### Domslut och död
Två av Elisabet Báthory medbrottslingar dömdes till avrättning genom halshuggning, varefter deras lik brändes på bål. De kvarvarande två medhjälparna fick sina fingrar avhuggna och begravdes därefter levande. Dessa två ansågs ha varit häxor.
Elisabet Báthory själv ställdes aldrig inför rätta. Istället fullföljdes vad man hade kommit överens om innan hennes arrestering, vilket var att placera henne i husarrest. Det innebar i hennes fall att hon blev inmurad i sin egen sovkammare. Dörröppningen till hennes dörr murades igen, och endast en liten lucka för mat och vatten lämnades kvar. Hon levde sedan inmurad på detta sätt i fyra år. 
Elisabet avled 24 augusti 1614. Hennes kropp begrovs initialt i Csetjes kyrkogård. När byborna protesterade flyttades den och gravsattes istället i staden Ecsed, som var familjen Báthorys stamsäte. Det är numera okänt var graven finns. Alla dokument om Elisabet hemligstämplades och man förbjöds att nämna hennes namn i över ett decennium.

## Eftermäle
Publiceringen av László Turóczis Tragica Historia från 1729 var det första verk som gjorde Elisabet Báthory internationellt berömd, och sedan dess har hon förekommit i många skildringar världen över. Det var Tragica Historia som först beskrev hur Báthory badade i sina offers blod, och skapade en legend om henne som vampyr. När rättsprotokollen och vittnesmålen publicerades för första gången 1817 framkom det dock, att inga uppgifter om blodbadande förekom i hennes egen livstid. 
Vissa forskare har föreslagit att Elisabet Báthory var oskyldig till de brott hon anklagades för och utsatt för en konspiration av katoliker som ville ha hennes egendom. Vittnesmålen mot henne bestod av hörsägen i andra hand, förutom de som angavs av hennes medbrottslingar, som å andra sidan avgav sina vittnesmål under tortyr. 
Andra forskare anser att Elisabet Báthory var skyldig, men att anklagelserna var överdrivna och att offren var färre, och inte fullt så grymt torterade och mördade som påståtts. Teorin om en religiös konspiration är inte trovärdig då Báthory först anklagades av en protestantisk präst och inte av en katolik, och de många vittnesmålen och fysiska bevisen i form av döda och torterade kroppar anses inte helt kunna bortses från.

## Legender
Elisabet Báthory har varit föremål för ett stort antal legender och mytbildning från sin egen livstid och framåt. 

### Morden
Den mest välkända skildringen av Elisabets mord var som följer: 
Enligt legenden var händelsen, som utlöste Elisabets mordserie en idé om att blod kunde bevara utseendet och förhindra åldrande. En kvinnlig tjänare ska en dag ha råkat riva henne under hårborstningen. Elisabet gav henne då ett så kraftigt slag över ansiktet att hon började blöda näsblod. Flickans blod stänkte på Elisabets hand, och när hon torkade bort det tyckte hon sig se att huden hade blivit lenare och vitare där blodet hade varit. Hon ska då ha bestämt sig för att bada i blod; kunde en droppe göra hennes hud slät på handen, skulle ett bad föryngra hela kroppen, löd resonemanget. Elisabet fick hjälp av tre äldre tjänare med att ordna detta, och det första offret ska ha blivit den kammarjungfru som hade rivit henne med hårborsten. 
År 1604 stupade Elisabets make i en strid mot turkarna. Blodbaden som tidigare hade skett vid enstaka tillfällen, ska nu ha utökats. Hennes medhjälpare började bjuda in flickor från trakten, med löften om anställning. Medhjälparna tog emot flickorna och låste in dem i ett av rummen på slottet. Flickorna fick svälta och utsattes för tortyr för att rituellt förbereda offret, innan de till slut blev förda till tortyrkammaren. De ska sedan ha avrättats i ett tortyrredskap som tros ha varit en tidig version av järnjungfru: långa spikar trycktes då in i deras kroppar och blodet rann ner i ett hål, för att till slut hamna i Elisabets väntande bad. Ibland ska Elisabet ha druckit blodet, i syfte att "finna sin inre skönhet".[källa behövs] Slutligen lyckades en av flickorna rymma, och berätta vad som hände på slottet, vilket ledde till undersökningen av hennes brott.  

### Elisabets barn
Elisabet hade sex barn. En dotter fick hon innan hon gifte sig och en son efter makens död. Den första dottern lämnade hon bort med löftet att aldrig se henne igen. Två döttrar ska ha mördats av Elisabet medan den tredje flydde från slottet. Den förste sonen lät hon leva då hon behövde en arvinge och dessutom enbart var intresserad av unga flickors blod.

### Elisabets älskare
Enligt legenden ska Elisabet haft en älskare som hon kunde besöka när helst hon önskade då älskarens hus och hennes slott var förbundna med en underjordisk gång. Med sin älskare fick hon en son vars ättlingar fortsatte att bo i huset. Medan slottet är ruiner och den underjordiska gången sedan länge rasad, ska detta hus ha bevarats. I huset ska en del kläder, smycken och en dagbok finnas bevarade efter den "blodiga grevinnan".

## Populärkultur

### Filmer
Det har producerats flera filmer om grevinnan Báthory. Fem av dessa är:
- Fright Night 2 (2013) med Jaime Murray i rollen som Báthory. Regi av Eduardo Rodriguez.
- The Countess (2009) med Julie Delpy i rollen som Báthory. Regi och manus av Julie Delpy.[3]
- Bathory (2008) med Anna Friel i rollen som Báthory. Regi av Juraj Jakubisko.[4]
- Stay Alive (2006) med Maria Kalinina i rollen som Báthory. Regi av William Brent Bell.[5]
- Contes immoraux (1974), med Paloma Picasso i rollen som Báthory. Regi av Walerian Borowczyk. [6]

### Musik
Cradle of Filths konceptalbum Cruelty and the Beast är baserat på historien om Elisabet Báthory.
Låten "Elizabeth" med det svenska hårdrocksbandet Ghost från deras debutalbum "Opus Eponymous" handlar om Elisabet Báthory.
Det svenska blackmetal-bandet Bathory är uppkallat efter grevinnan. Låten "Woman of Dark Desires" handlar om just henne.
Låttrilogin "Elizabeth" av det amerikanska power metal-bandet Kamelot från deras fjärde studio Album "Karma" från 2001 handlar om Elisabet Báthory. Trilogin är uppdelad i låtarna "Mirror, mirror", "Requiem For the Innocent" och "Fall From Grace" och är skriven som utifrån Báthorys perspektiv.
Låten "Countess Bathory" av det brittiska hårdrocksbandet Venom handlar om grevinnan.